# Nest (gruppo musicale)
I Nest sono un gruppo neofolk/dark ambient finlandese. La band per la stesura dei testi delle proprie canzoni trae ispirazione da storie di animali oltre che dai racconti di J.R.R. Tolkien e dei Fratelli Grimm. Uno strumento molto usato dalla band è il Kantele.

## Formazione
- Aslak Tolonen – kantele, voce
- Timo Saxell – basso, voce

## Discografia
Album in studio
- 2003 - Woodsmoke
- 2007 - Trail of the Unwary
- 2015 - Mietteitä

Demo
- 2000 - Fabled Lore

Split
- 2001 - The Unseen Passage/Hidden Stream
- 2004 - Agalloch/Nest Split 10